# Kono Kaisha ni Suki na Hito ga Imasu
Kono Kaisha ni Suki na Hito ga Imasu (この会社に好きな人がいます) là bộ manga do Akamaru Enomoto sáng tác và minh họa. Tác phẩm được đăng nhiều kỳ trên tạp chí seinen manga Morning của nhà xuất bản Kōdansha từ tháng 3 năm 2019 đến tháng 1 năm 2023, và sau đó được tổng hợp thành 15 tập tankōbon. Loạt anime chuyển thể do Blade sản xuất, phát sóng từ tháng 1 đến tháng 3 năm 2025.

## Kịch bản
Tateishi Masugu làm việc tại phòng kế toán của công ty bánh kẹo Tsuda Confectionery. Mối quan hệ giữa anh và Mitsuya Yui — một đồng nghiệp vào công ty cùng năm nhưng thuộc phòng kế hoạch — nổi tiếng là căng thẳng đến mức cả hai được đồng nghiệp đặt biệt danh là "kẻ thù không đội trời chung". Thế nhưng, thực tế hoàn toàn ngược lại: cả hai lại thầm thương trộm nhớ nhau. Sau nhiều tình huống dở khóc dở cười, cuối cùng họ cũng trở thành một cặp.
Dù yêu nhau thật lòng, Yui vẫn lo lắng về lời ra tiếng vào nơi công sở và những rắc rối có thể phát sinh từ chuyện tình chốn làm việc. Để tránh bị soi mói, cả hai quyết định giữ kín mối quan hệ. Thế là cuộc sống hai mặt của họ bắt đầu: ngoài mặt vẫn thường xuyên đấu đá, nhưng sau lưng lại âm thầm hẹn hò như bao cặp đôi khác.

## Nhân vật
Tateishi Masugu (立石 真直)
Lồng tiếng bởi: Yamashita Seiichiro
Tateishi Masugu là nhân viên 28 tuổi của phòng kế toán công ty bánh kẹo Tsuda Confectionery. Dù ngoài mặt tỏ ra không ưa gì Yui, anh thực chất thầm yêu cô từ lâu, một thứ tình cảm nảy sinh ngay tại nơi làm việc. Sau một thời gian tiếp xúc và gắn bó, anh đã mạnh dạn thổ lộ tình cảm với Yui sau một buổi liên hoan công ty, và cả hai bắt đầu hẹn hò trong bí mật để tránh bị đồng nghiệp dị nghị. Masugu quê ở tỉnh Yamanashi, nơi gia đình anh làm nghề trồng nho. Ở cuối câu chuyện, anh kết hôn với Yui và hai người có một cô con gái đặt tên là Tsumugi.
Mitsuya Yui (三ツ谷 結衣)
Lồng tiếng bởi: Miyamoto Yume
Mitsuya Yui là nhân viên của công ty Tsuda Confectionery, cùng tuổi và vào làm cùng thời điểm với Masugu. Ban đầu, cô luôn thấy Masugu vừa phiền phức vừa nhạt nhẽo, nên cả hai thường xuyên xung khắc. Tuy nhiên, khi có dịp tiếp xúc riêng nhiều hơn, Yui dần nhận ra mặt đáng yêu và chân thành của anh, từ đó nảy sinh tình cảm. Cô từng thuộc phòng kế hoạch, nhưng sau đó được chuyển sang phòng quan hệ công chúng. Ở cuối câu chuyện, Yui kết hôn với Masugu.
Hayakawa Shizuno (早川 静乃)
Lồng tiếng bởi: Itō Shizuka
Somei Keisuke (染井 恵介)
Lồng tiếng bởi: Tsuchida Reiō
Morizono Maria (森園 まりあ)
Lồng tiếng bởi: Taichi Yō
Utō Chiharu (宇藤 千春)
Lồng tiếng bởi: Watada Misaki
Sakura Yukiko (佐倉 ゆき子)
Lồng tiếng bởi: Tokui Sora
Mita Itsurō (三田 逸郎)
Lồng tiếng bởi: Tone Kentaro
Suzuki Seiya (鈴木 誠也)
Lồng tiếng bởi: Ono Kensho
Kiribayashi Hiromi (切林 宏海)
Lồng tiếng bởi: Miki Shin-ichiro

## Truyền thông

### Manga
Kono Kaisha ni Suki na Hito ga Imasu là bộ manga do Enomoto Akamaru sáng tác và minh họa. Tác phẩm được đăng dài kỳ trên tạp chí seinen manga Morning của nhà xuất bản Kōdansha, từ ngày 7 tháng 3 năm 2019 đến ngày 26 tháng 1 năm 2023. Các chương truyện sau đó được Kōdansha tập hợp thành 15 tập tankōbon, phát hành từ ngày 23 tháng 7 năm 2019 đến ngày 23 tháng 3 năm 2023.
Tại Bắc Mỹ, bộ truyện được Kodansha USA mua bản quyền và phát hành phiên bản kỹ thuật số bằng tiếng Anh.
| #  | Ngày phát hành tiếng Nhật | ISBN tiếng Nhật   |
| -- | ------------------------- | ----------------- |
| 1  | 23 tháng 7 năm 2019       | 978-4-06-516508-9 |
| 2  | 23 tháng 12 năm 2019      | 978-4-06-517997-0 |
| 3  | 23 tháng 4 năm 2020       | 978-4-06-519083-8 |
| 4  | 20 tháng 8 năm 2020       | 978-4-06-520143-5 |
| 5  | 20 tháng 11 năm 2020      | 978-4-06-521170-0 |
| 6  | 22 tháng 2 năm 2021       | 978-4-06-522185-3 |
| 7  | 21 tháng 5 năm 2021       | 978-4-06-523193-7 |
| 8  | 23 tháng 8 năm 2021       | 978-4-06-524901-7 |
| 9  | 22 tháng 11 năm 2021      | 978-4-06-525889-7 |
| 10 | 22 tháng 2 năm 2022       | 978-4-06-526718-9 |
| 11 | 23 tháng 5 năm 2022       | 978-4-06-527764-5 |
| 12 | 23 tháng 8 năm 2022       | 978-4-06-528634-0 |
| 13 | 22 tháng 11 năm 2022      | 978-4-06-529698-1 |
| 14 | 21 tháng 2 năm 2023       | 978-4-06-530672-7 |
| 15 | 23 tháng 3 năm 2023       | 978-4-06-530878-3 |

### Anime
Tháng 7 năm 2024, bộ manga được công bố sẽ được chuyển thể thành anime truyền hình. Phim do Blade sản xuất, Takeichi Naoko đạo diễn, Yokotani Masahiro viết kịch bản, Ōsawa Mina thiết kế nhân vật, và IM.Lab đảm nhiệm phần nhạc. Anime phát sóng từ ngày 6 tháng 1 đến 24 tháng 3 năm 2025 trên kênh Tokyo MX cùng một số đài khác. Bài hát chủ đề mở đầu là "Ano ne" (あのね、) do Polkadot Stingray thể hiện, và bài hát chủ đề kết thúc là "Futari Jime" (ふたりじめ) do Pachae thể hiện. Tại khu vực Nam Á và Đông Nam Á, Medialink giữ bản quyền phát hành, phát sóng trên kênh YouTube Ani-One Asia. Trên kênh YouTube Ani-One Vietnam, bộ anime được đặt tiêu đề tiếng Việt là Bí mật tình yêu nơi công sở.

#### Danh sách tập phim
| TT. | Tiêu đề | Đạo diễn          | Biên kịch         | Kịch bản phân cảnh             | Ngày phát hành gốc  |
| --- | --- | ----------------- | ----------------- | ------------------------------ | ------------------- |
| 1   | "Đừng để bị lộ" Chuyển ngữ: "Barecha Ikenai" (tiếng Nhật: バレちゃいけない)                                          | Tekeichi Naoko    | Yokotani Masahiro | Tekeichi Naoko                 | 6 tháng 1 năm 2025  |
| 2   | "Rạch ròi" Chuyển ngữ: "Kejime" (tiếng Nhật: ケジメ)                                                                 | Yamamoto Ryuta    | Yokotani Masahiro | Okita Miyana                   | 13 tháng 1 năm 2025 |
| 3   | "Tối nay đặc biệt" Chuyển ngữ: "Konya wa Tokubetsu" (tiếng Nhật: 今夜は特別)                                         | Nagami Kazuo      | Hayakawa Sumika   | Yoshikawa Koji Takeuchi Hikaru | 20 tháng 1 năm 2025 |
| 4   | "Lo lo lắng lắng" Chuyển ngữ: "Moyamoya" (tiếng Nhật: モヤモヤ)                                                      | Shiraishi Michita | Maruyama Kana     | Okita Miyana                   | 27 tháng 1 năm 2025 |
| 5   | "Chuyến du lịch đầu tiên" Chuyển ngữ: "Hajimete no Ryokō" (tiếng Nhật: はじめての旅行)                               | Obari Tsubasa     | Yokotani Masahiro | Okita Miyana                   | 3 tháng 2 năm 2025  |
| 6   | "Bây giờ, cần cái gì" Chuyển ngữ: "Ima, Hitsuyōnamono" (tiếng Nhật: いま、必要なもの)                                | Chikushi Daisuke  | Hayakawa Sumika   | Chikushi Daisuke               | 10 tháng 2 năm 2025 |
| 7   | "Ngày kỉ niệm" Chuyển ngữ: "Kinenbi" (tiếng Nhật: 記念日)                                                            | Matano Hiromichi  | Maruyama Kana     | Okita Miyana                   | 17 tháng 2 năm 2025 |
| 8   | "Giáng sinh nhẹ nhàng" Chuyển ngữ: "Sasayaka na Kurisumasu" (tiếng Nhật: ささやかなクリスマス)                       | Takeichi Naoko    | Masahiro Yokotani | Tetsuro Amino                  | 24 tháng 2 năm 2025 |
| 9   | "Valentine của chúng mình" Chuyển ngữ: "Watashitachi no Barentain" (tiếng Nhật: 私たちのバレンタイン)                | Nogami Kazuo      | Hayakawa Sumika   | Okita Miyana                   | 3 tháng 3 năm 2025  |
| 10  | "Cảm xúc thật" Chuyển ngữ: "Honto no Kimochi" (tiếng Nhật: ホントの気持ち)                                           | Shiho Takahashi   | Maruyama Kana     | Okita Miyana                   | 10 tháng 3 năm 2025 |
| 11  | "Những khởi đầu khác nhau" Chuyển ngữ: "Sorezore no Sutāto" (tiếng Nhật: それぞれのスタート)                         | Obari Tsubasa     | Yokotani Masahiro | Okita Miyana                   | 17 tháng 3 năm 2025 |
| 12  | "Có người yêu ở công ty" Chuyển ngữ: "Kono Kaisha ni Suki na Hito ga Imasu" (tiếng Nhật: この会社に好きな人がいます) | Tekeichi Naoko    | Yokotani Masahiro | Tekeichi Naoko                 | 24 tháng 3 năm 2025 |

## Đón nhận
Đến tháng 7 năm 2024, bộ manga đã có hơn 1,1 triệu bản được phát hành (bao gồm cả bản phát hành vật lý và điện tử).